# Unión Mundial para el Judaísmo Progresista
La Unión Mundial para el Judaísmo Progresista (WUPJ), fue establecida en Londres en 1926, es la organización coordinadora internacional de los movimientos judíos reformistas, liberales, progresistas y reconstruccionistas, sirve a 1.200 congregaciones y cuenta con 1,8 millones de miembros en más de 50 países.
- A esta organización pertenecen todos dos miembros de:
  - Unión para el Judaísmo Reformista